# Hundsim

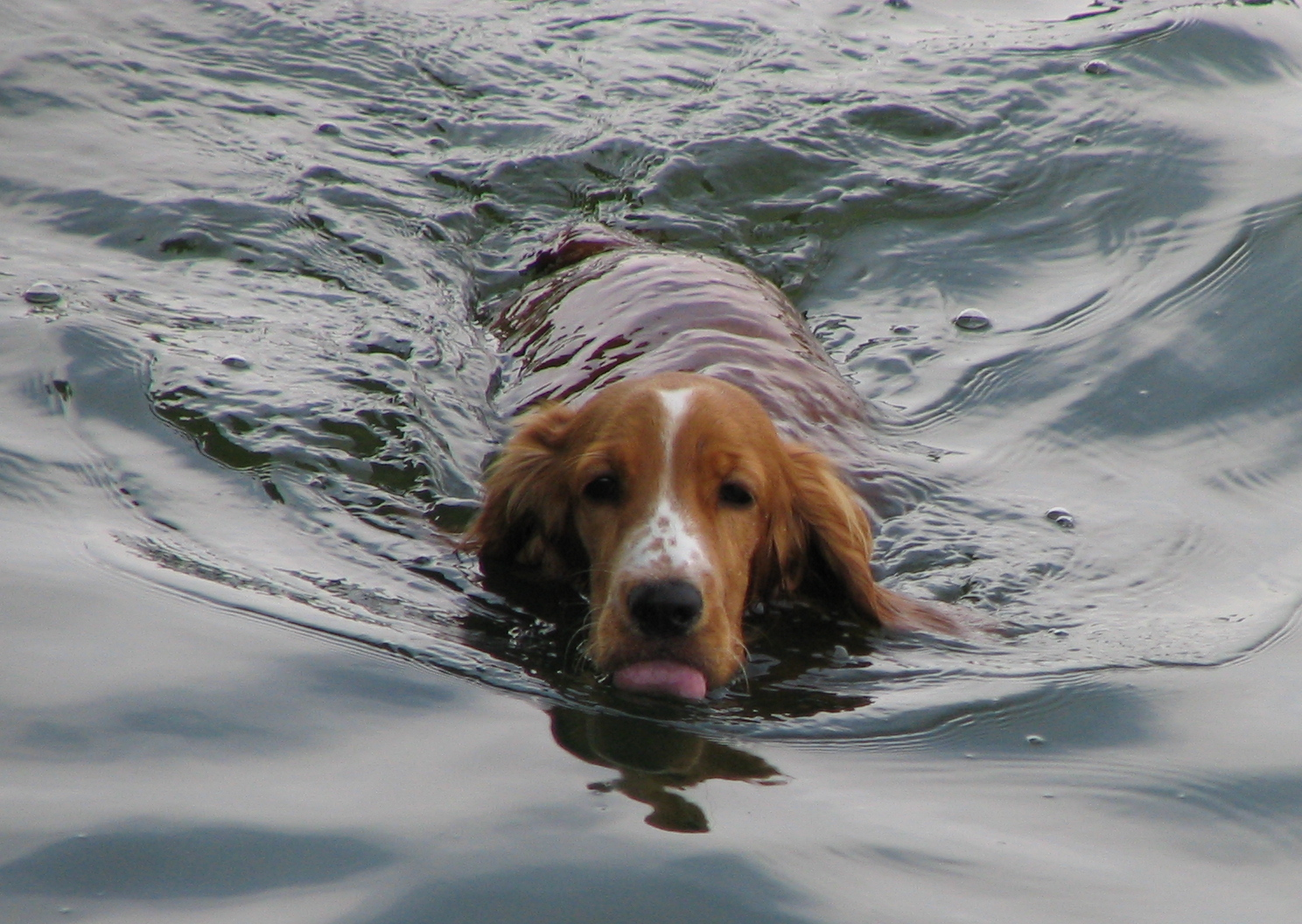
Hund som simmar.

Hundsim är ett enkelt simsätt. Det karaktäriseras av att simmaren ligger på bröstet och rör sina händer och ben växelvis på ett sätt som påminner om hur hundar och andra djur simmar. Det är i själva verket trav i vattnet, istället för på land.
Det var det första simsätt som användes av den forntida människan, som förmodas ha lärt sig det genom att studera simmande djur.
Förhistoriska grottmålningar i Egypten visar figurer som utför vad som förefaller vara hundsim.
Hundsim är ofta det första simsätt som små barn använder när de lär sig att simma.